# Limited Edition (Magic: The Gathering)
Magic: The Gathering Limited Edition – pierwszy zestaw kart do gry Magic: The Gathering. Jego premiera w postaci limitowanego wydania miała miejsce na konwencie Origins Game Fair w 1993 roku, a ogólne wydanie w sierpniu tego samego roku. Pierwszy nakład 2,6 miliona kart wyprzedał się szybko, a nowy nakład został wydany w październiku 1993 roku. Te dwa nakłady są znane jako Limited Edition Alpha i Limited Edition Beta lub w skrócie Alpha i Beta. Chociaż przez niektórych Alpha i Beta są określane jako różne zestawy, oficjalnie są one tym samym zestawem; Wizards of the Coast nie spodziewali się, że ludzie będą w stanie zauważyć różnice pomiędzy nakładami. Beta naprawiła szereg błędów drukarskich i błędów na kartach. Drukarka przypadkowo użyła różnych matryc do zaokrąglania rogów podczas drugiego przebiegu, w wyniku czego karty Alpha wyraźnie różnią się kształtem i wyglądem od kart Beta oraz wszystkich kolejnych kart. Wydruk Beta zawiera również poprawioną instrukcję z szeregiem wyjaśnień, chociaż krótka opowieść autorstwa Richarda Garfielda pod tytułem „Worzel’s Tale” została usunięta. Nakład Beta wynosi 7,3 miliona lub 7,8 miliona, w zależności od źródła. Pomimo tego, że nakład zestawu jest około trzy razy większy niż Alpha, Beta wyprzedała się tak szybko, jak jej poprzedniczka.
Karty z edycji limitowanej nie mają symbolu rozszerzenia, daty praw autorskich ani symboli znaków towarowych; tekst w lewym dolnym rogu zawiera tylko informację o autorze.

## Historia
Pierwotnie projektanci i testerzy nowej gry karcianej zamierzali nazwać ją po prostu Magic, jednak prawnicy z Wizards of the Coast uznali, że nazwa jest zbyt ogólna, aby mogła być znakiem towarowym, więc została zmieniona na Magic: The Gathering. Pierwotnym zamiarem było, aby każde rozszerzenie Magic miało inny podtytuł; podczas gdy pierwszym zestawem Magic byłby „The Gathering”, przyszłe zestawy można by nazwać Magic: Arabian Nights lub Magic: Ice Age. Kiedy zdecydowano, że rewersy kart Magic powinny być identyczne niezależnie od dodatku, nazwa Magic: The Gathering pojawiła się na rewersie każdej karty. W ten sposób Magic: The Gathering stało się nazwą całej gry, a nie The Gathering, będącym jedynie podtytułem odnoszącym się do pierwszego wydania.
Ponieważ nazwy Alpha i Beta rozróżniają tylko różne serie druku tego samego zestawu, Alpha i Beta zawierają te same karty. W druku Alpha karty Circle of Protection: Black i Volcanic Island zostały przypadkowo pominięte. Dodatkowo do druku Beta dodano nową ilustrację dla wszystkich basic landów; według Marka Rosewatera zrobiono to po to, aby produkt mógł być reklamowany jako posiadający „ponad 300 kart”. Kilka błędów na kartach Alpha zostało poprawionych w wersji Beta. Karty Alpha można łatwo odróżnić od kart Beta, ponieważ w przeciwieństwie do wszystkich kolejnych zestawów karty z Alphy mają stromo zaokrąglone rogi. Prawdopodobnie było to spowodowane zaostrzeniem matryc używanych do cięcia kart Beta, co spowodowało mniej zaokrąglone rogi. Zasady turniejowe Wizards of the Coast wymagają, aby talia zawierająca karty Alpha miała nieprzezroczyste koszulki na karty, aby gracze nie byli w stanie zidentyfikować różnicy między kartą Alpha a kartą spoza Alphy w swojej bibliotece, ze względu na różnicę w rogach kart.
Alpha, Beta i Unlimited są znane z posiadania niezwykle potężnych kart o wyższej rzadkości. To był celowy wybór podczas tworzenia; myśl była taka, że „gracze (…) nie byliby w stanie zdobyć wielu potężnych rzadkich kart, ponieważ podaż sprawiłaby, że byłyby naprawdę rzadkie”. Graczy wydający setki dolarów, aby zdobyć wiele kopii każdej z potężnych rzadkich kart nie byli brani pod uwagę, ponieważ twórcy zakładali, że gracze zatrzymają się na około 30-50 dolarach.
Instrukcja Alphy zawiera fantastyczną opowieść zatytułowaną „Worzel's Story” Richarda Garfielda, która została usunięta z wydania Beta. Pudełka Alpha nie posiadają UPC na spodzie.

## Mechaniki
Będąc pierwszym zestawem Magic, Limited Edition posiada wszystkie oryginalne mechaniki związane z Magic, takie jak „tapowanie” kart w celu użycia ich umiejętności. Wiele oryginalnych podstawowych zdolności jest „ciągle w obiegu” i od 2019 roku nadal są powszechnie używane w projektach Magica, np. Flying, First Strike i Trample. Od tego czasu kilka zdolności zostało wycofanych z gry. Zdolność Banding została przerwana w zestawie Tempest wydanym w 1997 roku. Według projektantów Wizards of the Coast, mechanika Banding nie była rozumiana przez graczy i wymagała zbyt dużej ilości tekstu do wyjaśnienia. Kiedy powrócono do starych mechanik w bloku Time Spiral, z tego samego powodu pominięto Banding. Znacznie później przerwano produkować karty ze zdolnościami Regenerate i Landwalk (np. Forestwalk, Swampwalk). Landwalk został usunięty w 2015 roku wraz z wydaniem Magic Origins, oraz nie utworzono więcej kart Regenerate począwszy od bloku Shadows over Innistrad w 2016 roku.
Wiele kart z Limited Edition miało zdolności, które od tego czasu stały się zdolnościami kluczowymi. Zdolność „may only be blocked by black or artifact creatures” została zmieniona na zdolność kluczową Fear w 8.edycji, która została zastąpiona Intimidate wraz z wydaniem dodatku Zendikar. W Limited Edition zasada, która uniemożliwiała Murom atak, została usunięta w edycji 9, a wszystkie ściany otrzymały nowe słowo kluczowe Defender, które uniemożliwia im atak. Umiejętność Serra Angel „doesn't tap to attack” została przypisana do zdolności Vigilance w Champions of Kamigawa. "May attack the turn it comes into play" zmieniło się dwukrotnie; najpierw zostało zmienione na „unaffected by summoning sickness” w Mirage, a następnie na Haste w Urza's Destiny.
Regulamin Limited Edition zawierał przepis dotyczący Ante. Gry rozpoczynane były usuwaniem losowej karty ze swojej talii i umieszczaniem jej w strefie Ante przez obu graczy. Zwycięzca gry brał na własność obie karty. Były też karty, które wchodziły w interakcję z Ante, takie jak Contract From Below. Ten aspekt gry trwał aż do Homelands w 1995 roku, ale został usunięty, gdy karty stały się kolekcjonerskie i cenne, a firma nie chciała być kojarzona z hazardem.
Limited Edition zawierała szereg unikalnych kart posiadających mechanikę rzadko spotykaną w późniejszych zestawach. Chaos Orb to karta wymagająca zręczności, w której karta jest rzucana z wysokości na obszar gry, aby określić karty przez nią zniszczone. Karty wykorzystujące manualną zręczność, takie jak Chaos Orb i karty Ante, są zakazane we wszystkich sankcjonowanych formatach Magica od 2013 roku.